# Silvina Ocampo
Silvina Inocencia Ocampo (Buenos Aires, 28 luglio 1903 – Buenos Aires, 14 dicembre 1993) è stata una poetessa, scrittrice e pittrice argentina.

## Biografia
Nata a Buenos Aires in una famiglia dell'alta società, era la sorella minore dell'editrice e scrittrice Victoria Ocampo. Fin da piccola manifestò una vivace inclinazione per la poesia e studiò pittura. 
Prese lezioni da Catalina Mórtola de Bianchi a Buenos Aires e nel 1920 andò a Parigi per prendere lezioni di disegno e pittura. Presto si affiliò al "gruppo di Parigi", ovvero dei giovani pittori argentini che si erano trasferiti nella capitale francese. Il gruppo annoverava figure come quella di Luis Saslavsky, Xul Solar, Horacio Butler e Norah Borges (sorella di Jorge Luis Borges). Con quest'ultima Silvina Ocampo ebbe una lunga amicizia, culminata in una raccolta di poesie curata a quattro mani, Breve Santoral (1985).
A Parigi Ocampo seguì le lezioni del maestro surrealista Giorgio de Chirico, a cui più tardi dedicherà una poesia, raccolta in Poemas de amor desperado (1949), e in seguito, qualche mese prima del suo ritorno in Argentina, quelle di Fernand Léger. Della sua produzione pittorica si conservano alcuni nudi, numerosi ritratti delle persone intorno a lei (Alejandra Pizarnik, Borges, Wilcock, Bianco), schizzi di piazze e giardini di Buenos Aires e illustrazioni per giornali e riviste. Nella capitale francese Ocampo conobbe anche lo scrittore italiano Italo Calvino, che finì per diventare per lei, oltre che un grande amico, un importante riferimento artistico. 
Di ritorno in Argentina, entrò presto in contatto con l'ambiente intellettuale del paese. Quando nel 1931 la sorella Victoria fondò la rivista Sur, ospite in seguito di articoli e testi dei più importanti scrittori, intellettuali e filosofi del XX secolo, Silvina la aiutò, partecipando attivamente in primo luogo come traduttrice e poi anche come scrittrice. Tuttavia, al pari di Borges e di Bioy Casares, non ebbe una posizione di rilievo nelle decisioni relative ai contenuti da pubblicare, ruolo spettante perlopiù a Victoria e José Bianco.
All'interno del circolo intellettuale che gravitava intorno alla rivista Sur, si avvicinò particolarmente ad Adolfo Bioy Casares, anch'egli scrittore. Dopo un breve fidanzamento, andò a convivere con lui nel 1934; i due si ritirarono a vita campestre a Rincón Viejo, nel Partido di Las Flores, in provincia di Buenos Aires. In questo luogo, Bioy colloca gli inizi letterari di Silvina nelle sue Memorias. Nel 1940 si sposarono, ma la relazione tra i due fu complessa. Alcuni autori hanno descritto Silvina come una vittima all'interno della relazione (Bioy Casares stesso ammise apertamente di avere amanti), mentre altri, come Ernesto Montequin, hanno rifiutato questa immagine, sostenendo che la loro relazione sia stata comunque un'importante fonte d'ispirazione per Ocampo. Dopo aver realizzato una delle pochissime interviste alla coppia, Hugo Beccacece scrisse: "Hanno la bellezza, il fascino e la crudeltà del perfettamente riuscito, di tutto ciò che nella sua pienezza si basta da solo. Dopo essere stato con loro, qualunque conversazione risulta insipida, pesante, volgare, come se si abbandonasse una regione illuminata da un sole perpetuo per passare a una provincia coperta da nebbie. Probabilmente ci sono altri matrimoni "letterari" nel paese, ma senza dubbio Adolfo Bioy Casares e Silvina Ocampo formano la coppia più talentuosa e ricca di immaginazione di tutta l'Argentina." La nota avversione dei due alle fotografie, alle interviste e a tutte le forme di pubblicità rende ancora più difficile ricostruire la complessità della loro vita privata. Nel 1954 nacque Marta, da una relazione extraconiugale di Bioy, che Silvina crebbe come fosse sua figlia.
Ocampo scrisse poesie, racconti, romanzi e opere teatrali. Nel 1937 pubblicò il suo primo libro di racconti brevi, Viaje olvidado ("Viaggio dimenticato"), il libro fu recensito dalla sorella Victoria Ocampo in Sur, dove segnalò le tracce autobiografiche dei racconti e rimproverò la sorella di aver "distorto" dei ricordi di infanzia. 
A dispetto delle prime critiche, Viaje olvidado, passò a essere considerato un testo fondamentale nell'opera della scrittrice; qui compaiono già i tratti e i temi che caratterizzano la sua scrittura, e che perfezionerà nei libri successivi. Alcuni anni più tardi collaborò con Borges e Bioy Casares nella preparazione di due antologie: Antologia della letteratura fantastica (1940), con prefazione di Bioy, e Antología poetica argentina (1941). 
La sua prima pubblicazione poetica Enumeración de la patria (Enumerazione della patria) è del 1942. A questa prima raccolta seguirono Espacios metricos (Spazi metrici) del 1945, Los sonetos del jardín (I sonetti del giardino) del 1948, Poemas de amor desesperado ("Poemi di amore disperato") del 1949 e Los nombres ("I nomi") nel 1953. 
Divenne amica di Margherita Sarfatti quando questa risiedette in Argentina.
Nel 1948 pubblicò Autobiografía de Irene (Autobiografia di Irene), raccolta di racconti dove mostra una maggiore disinvoltura nella scrittura e appare una maggior influenza di Borges e Bioy Casares. Nonostante ciò, neanche questo libro ebbe molto successo al momento della sua pubblicazione. Due anni prima aveva scritto una novella poliziesca a quattro mani con Bioy Casares, Los que aman, odian ("Chi ama, odia").
Dopo gli anni in cui pubblicò esclusivamente poesie, nel 1959 tornò a pubblicare racconti; La furia le valse un importante riconoscimento e segnò l'apice del suo stile e della trattazione dei suoi temi.
Negli anni '60 dal punto di vista editoriale è meno attiva, pubblicando solo il volume di racconti Las invitadas (1961), che raccoglie quarantaquattro racconti brevi, Il diario di Porfiria Bernal e la raccolta di poesie Lo amargo por lo dulce (L'amaro per il dolce, 1962). 
Gli anni '70 invece furono più prolifici: pubblicò i poemi Amarillo celeste (Giallo celeste) del 1972 seguito da Árboles de Buenos Aires (Alberi di Buenos Aires) del 1979 e Canto escolar, i racconti Los días de la noche ("I giorni della notte") del 1970 e una serie di racconti per bambini: El cofre volante (1974), El tobogán (1975), El caballo alado ("Il cavallo alato", 1972) e La naranja maravillosa ("L'arancia meravigliosa", 1977).

### Ultimi anni e pubblicazioni postume
La pubblicazione dei suoi ultimi due libri, Y así sucesivamente ("E cosi via") nel 1987 e Cornelia frente al espejo nel 1988, coincise con la comparsa dell'Alzheimer, che abbassò notevolmente le sue facoltà mentali fino a tenerla allettata per i suoi ultimi tre anni di vita.
Del 1991 è l'antologia di racconti Las reglas del secreto ("Le regole del segreto").
Morì a Buenos Aires il 14 dicembre 1993 a 90 anni. Fu sepolta nella cripta familiare del Cimitero della Recoleta, cimitero dov'è sepolto anche Bioy Casares. L'anno successivo morì in un incidente stradale anche la figliastra Marta.
Postume apparirono raccolte di testi inediti, da poesie a racconti brevi: nel 2006 vennero pubblicate Invenciones del recuerdo (un'autobiografia scritta in verso libero) e Las repeticiones, una collezione di racconti inediti che include due racconti brevi, El vidente e Lo mejor de la familia. Nel 2007 venne pubblicata per la prima volta in Argentina la novella La torre sin fin, e nel 2008 comparve Ejércitos de la oscuridad, raccolta di testi eterogenei. Tutto il materiale inedito fu pubblicato dalla casa editrice Sudamericana. Nel 2010 fu pubblicato La promesa (La promessa), un racconto che Silvina Ocampo iniziò intorno al 1963 e che, dopo lunghe interruzioni e riscritture, terminò tra il 1988 e il 1989, frenata dalla sua malattia; l'edizione fu a cura di Ernesto Montequin.

## Critica
Durante la maggior parte della sua carriera, la critica argentina non riconobbe a Silvina Ocampo alcun merito per le sue opere. Le sue opere furono addirittura svalutate per non essere "sufficientemente borghesiane", vista la sua amicizia con Jorge Luis Borges.
Sylvia Molloy sottolinea che la critica provò a ridurre l'originalità a qualcosa di conosciuto "cercando di leggere il già letto", al posto di leggere la Ocampo nella sua originalità.

### Questioni di genere
Dato che Silvina Ocampo ha manifestato poche volte un'opinione diretta sulle questioni di genere, non è chiaro se è da considerarsi o meno una figura femminista. La critica ha desunto la sua posizione sulla base della interpretazione delle sue opere. 
Carolina Suárez-Hernán considera che Ocampo è femminista o per lo meno che lavori "da un punto di vista femminista" , basandosi sul contesto della sua letteratura: "La letteratura di Silvina Ocampo contiene una profonda riflessione sull'essere donna e numerose rivendicazioni sui diritti della donna, cosi come una critica sulla società". Le donne nelle sue opere sono "complesse e ambigue; la duplicità del personaggio femminile si mostra attraverso la maschera e l'artificio. I racconti presentano il lato oscuro della femminilità, la rappresentazione multipla della donna mostra una ambiguità che annulla la visione unidimensionale della donna". L'umorismo usato da Silvina Ocampo nella sua opera aiuta a sovvertire gli stereotipi femminili. Per lei: "L'opera di Ocampo mantiene una posizione sovversiva e critica che trova piacere nella trasgressione. I pattern prestabiliti si rompono e i ruoli sono intercambiabili; si sottomettono a un trattamento satirico le opposizioni stereotipate di femminilità e mascolinità, del bene e del male, della bellezza e della bruttezza. Allo stesso modo, spazio e tempo si sovvertono e si cancellano i limiti tra le categorie mentali di spazio, tempo, persona, animale.
In un racconto in particolare "La bambola" (all'interno de "i giorni della notte") la bambina indovina, libera e senza origini che dirigano il suo destino, non è capace di ricordare la sua provenienza, né conosce i suoi genitori. Questo fa sì che la ragazza goda di una libertà pura, legata al fatto di essersi liberata di ogni imposizione sociale o familiare. Su questo, José Amicola afferma: "In questo racconto appare, a mio avviso, la maggiore crisi nella problematica femminile, che esorta a una liberazione dalle imposizioni di genere, e che va in parallelo alle proteste emancipatorie di María Luisa Bemberg, con cui è unita da un legame sociale molto forte.
Quando Maria Moreno le chiese cosa pensava sul femminismo, Silvina Ocampo rispose: "La mia opinione è un applauso che mi porta dolore alle mani". "Un applauso che le dà fastidio dare?" richiese Maria Moreno. "Perché non se ne va al diavolo!" fu la risposta. Relativamente al diritto di voto alle donne, Ocampo disse "Confesso che non ricordo. Mi sembrò cosi naturale, così evidente, così giusto, che non ritenni richiedesse un atteggiamento speciale".

### L'infanzia
L'infanzia è un tema ricorrente nei racconti di Silvina Ocampo. Anche se l'uso del punto di vista infantile è abbastanza comune tra gli autori latinoamericani, Ocampo si distingue per la sua perversione della prospettiva infantile.  L'infanzia descritta da Silvina Ocampo nei suoi racconti "non sembra, senza dubbio, esser stata filtrata dalla censura dell'adulto che decide cosa sia da ricordare e disfa ciò che preferisce dimenticare. È una memoria chiara, onnivora, atroce". L'infanzia è mostrata come un periodo di fascinazione, però né innocente né neutrale, ma soprattutto concentrata su questi bambini, e in particolare bambine, atipici e maliziosi, le cui azioni e pensieri presuppongono la dissacrazione della fanciullezza e di tutti i suoi valori e atteggiamenti. I bambini e le bambine dei testi si svincoleranno dal mondo adulto con certe attitudini precoci e crudeli, mentre altri mostreranno un'intelligenza inusuale e un dominio sui grandi. Possiamo giungere a parlare di infanzia come una forma di travestimento, come un momento nel quale, nascosti da sembianze innocenti e ignoranti, i bambini sono capaci di dimostrare un sapere di cui li si credeva sprovvisti.
Uno dei racconti sul tema della perversione dell'infanzia è "Il peccato mortale", che racconta la violazione di una bambina da parte di un inserviente; dopo la bambina fa la sua prima comunione senza confessare il suo peccato. Alcuni critici hanno interpretato questo racconto come un'intercessione della perversione infantile, il risveglio dell'identità sessuale, l'incorporazione di diverse classi sociali e la sovversione del potere che questi atti sessuali presuppongono.
Ocampo sperimenta anche le conseguenze di vivere in un mondo separato dalla società adulta nel racconto "La razza inestinguibile", ma esplora anche elementi racchiusi nel processo di invecchiamento e allude a effetti positivi all'interno di personaggi che mescolano lineamenti infantili con quelli adulti (La siesta nel cedro, Autobiografia di Irene).
Amícola suggerisce che l'intenzione di Silvina Ocampo è creare personaggi infantili che puntano a "demistificare l'idea di innocenza infantile". Si genera così un'opposizione tra adulti e bambini, e quello che si evidenzia è l'autoritarismo esercitato dentro il "proprio mondo femminile''. Suárez-Hernán anche affronta il tema e suggerisce sia che la voce narrativa infantile si converte in una strategia, che genera l'ambiguità che parte dal narratore poco affidabile, sia che il lettore abbia continuamente dubbi sul grado di comprensione dei fatti da parte del narratore, così come sulla sua credibilità. Per Suárez-Hernán: "I racconti mostrano la asimmetria del mondo degli adulti e del mondo infantile; i padri, i maestri e le governanti incarnano l'istituzione sanzionatrice e sono frequentemente figure nefaste". Suárez-Hernán considera che le donne, i bambini e i poveri nell'opera di Ocampo agiscono da una posizione subalterna dominata dagli stereotipi. Il mondo dell'infanzia ha il privilegio sull'età adulta di essere uno spazio appropriato per sovvertire le strutture sociali; così che lo sguardo infantile diventa lo strumento per scavare le basi strutturali e trasgredire i limiti prestabiliti.

## Premi
- Premio Municipal de Poesía 1945 con Espacios métricos
- Premio Municipal de Poesía 1953 con Los nombres
- Premio Municipal de Literatura 1954
- Premio Nacional de Poesía 1962 per Lo amargo por dulce
- Premio Konex - Diploma al Merito 1984
- Premio Club de los 13 1988 per Cornelia frente al espejo
- Gran Premio de Honor de la SADE 1992

## Opere tradotte in italiano
- Il diario di Porfiria, trad. di Livio Bacchi Wilcock, Milano, Todariana, 1967; poi con il titolo Porfiria, Torino, Einaudi, 1973 , introd. di Italo Calvino
- I giorni della notte, trad. di Lucrezia Cipriani Panunzio, Torino, Einaudi, 1976
- E così via, trad. di Alessandro Meregalli e Angelo Morino, Torino, Einaudi, 1987
- La penna magica e altri racconti, trad. di Elena Clementelli, Roma, Editori riuniti, 1989
- Viaggio dimenticato, a cura di Lucio D'Arcangelo, Roma, Lucarini, 1989
- Autobiografia di Irene, trad. di Angelo Morino, Palermo, Sellerio, 2000
- Il cavallo alato, trad. di Francesca Lazzarato, Milano, Mondadori, 2000
- L'arancia meravigliosa : fiabe per bambini grandi e per grandi bambini, trad. di Francesca Lazzarato, Milano, Mondadori, 2001
- Isis, trad. di Francesca Lazzarato, Roma, Orecchio Acerbo, 2007
- Un'innocente crudeltà, trad. di Francesca Lazzarato, Roma, La Nuova frontiera, 2010
- La promessa, trad. di Francesca Lazzarato,  Roma, La Nuova frontiera, 2013

### Opere in collaborazione

#### Con Jorge Luis Borges e Adolfo Bioy Casares
- Antología de la literatura fantástica, 1940 (Antologia della letteratura fantastica, Roma, Editori riuniti, 1981; Torino, Einaudi, 2007)

#### Con Adolfo Bioy Casares
- Los que aman, odian, 1946 (Chi ama, odia, a cura di Angelo Morino, Torino, Einaudi, 1988; Roma, SUR, 2019, trad. di Francesca Lazzarato)